# Notre-Dame-des-Bois
Notre-Dame-des-Bois är en kommun i provinsen Québec i Kanada. Den ligger i regionen Estrie, i den sydöstra delen av landet, 400 km öster om huvudstaden Ottawa.